# Lepidiota munda
Lepidiota munda är en skalbaggsart som beskrevs av Sharp 1876. Lepidiota munda ingår i släktet Lepidiota och familjen Melolonthidae. Inga underarter finns listade i Catalogue of Life.